# Wedge Tomb von Carrickavrantry

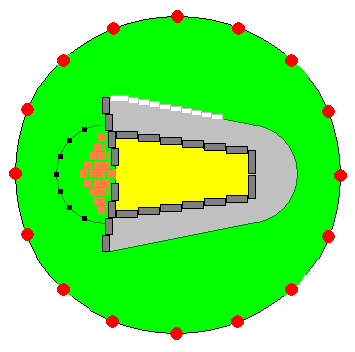
Idealtypisches Wedge Tomb Island (County Cork)

Das zwischen 4000 und 2500 v. Chr. in der Jungsteinzeit errichtete Wedge Tomb von Carrickavrantry liegt etwa 1,5 Kilometer westlich von Tramore im Townland Carrickavrantry (irisch Carraig an Bhruinnteora, deutsch „Fels des Mahlstein-Machers“) County Waterford in Irland.
Das West-Ost orientierte Wedge Tomb (deutsch „Keilgrab“), früher wedge-shaped gallery grave genannt, von Carrickavrantry ist eines von nur zwei erhaltenen Wedge Tombs im County Waterford, das andere ist Munmahoge. In Irland sind aktuell 569 Wedge Tombs bekannt. Sie kommen vor allem in der Westhälfte der Insel vor.
Das Grab liegt zugewachsen in der Ecke eines Feldes inmitten einer felsigen Landschaft mit Blick auf den Carrickavrantry See im Westen. Die Galerie ist etwa 2,0 Meter lang und mehr als 1,0 Meter breit mit einem glatten Deckstein auf der Zugangsseite. Ein Großteil des Cairns, der dieses Grab einst bedeckte, ist erhalten.